# Cleveland Rosenblums
Los Cleveland Rosenblums fueron un equipo de baloncesto profesional estadounidense de Cleveland, una ciudad del estado de Ohio apodados Rosies. Jugaron en la ABL (American Basketball Association).

## Historia
Su propietario, Max Rosenblum, fue el que dio nombre al equipo.  Compitieron en la liga desde la temporada 1925-26 hasta 1930-31. Durante ese período, los Rosenblums se convirtieron en uno de los equipos dominantes de la liga, habiendo ganado 3 campeonatos en su corta estancia en la competición. Posteriormente, tras el despiece de los Original Celtics, la ABL suspendió sus operaciones y los Rosies se marcharon. En 1946, con la fundación de la BAA, los Cleveland Rosenblums se convirtieron en los Cleveland Rebels y disputaron una campaña en la BAA, antes de su desaparición.

## Trayectoria
| Cleveland Rosenblums | ABL                    |
| -------------------- | ---------------------- |
| 1925-26              | Campeones de la ABL    |
| 1926-27              | Subcampeones de la ABL |
| 1927-28              | ---                    |
| 1928-29              | Campeones de la ABL    |
| 1929-30              | Campeones de la ABL    |
| 1930-31              | ---                    |
| Cleveland Rebels     | BAA                    |
| 1946-47              | ---                    |